# علم النبات الاقتصادي

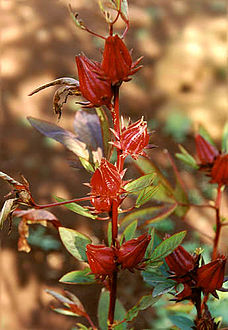
نوع من انواع النبات الاقتصادي.

علم النبات الاقتصادي (بالإنجليزية: economic botany)‏ هي دراسة العلاقة بين الناس (الأفراد والثقافات) والنباتات. تتداخل الطبيعة الاقتصادية مع العديد من المجالات بما في ذلك التخصصات القائمة مثل الهندسة الزراعية والأنثروبولوجيا وعلم الآثار والكيمياء والاقتصاد وعلم النبات الأثنوبي والإثنولوجيا والغابات والموارد الوراثية والجغرافيا والجيولوجيا والبستنة والطب والميكروبيولوجيا والتغذية والصيدلة العقلية والصيدلة. هذا الرابط بين علم النبات والأنثروبولوجيا يستكشف الطرق التي يستخدمها البشر في استخدام النباتات في الغذاء والمأوى والأدوية والمنسوجات وأكثر من ذلك.

## التاريخ
في مقال صدر عام 1958 في المؤتمر الذي أسّس جمعية الحياة النباتية الاقتصادية، كتب ديفيد ج. روجرز، «وجهة النظر الحالية هي أن علم النبات الاقتصادي يجب أن يهتم بالدراسات النباتية والفيتوكيميائية والإثنولوجية للنباتات المعروفة بأنها مفيدة أو تلك التي قد تكون مفيدة. إذا كانت الاستخدامات المحتملة متخلفة حتى الآن، فإن علم النبات الاقتصادي هو، إذن، مركب من تلك العلوم يعمل تحديدًا مع النباتات ذات الأهمية بالنسبة إلى [الأشخاص].» متحالف بشكل وثيق مع علم النبات الاقتصادي هو علم النباتات الشعبي، والذي يؤكد على النباتات في سياق الأنثروبولوجيا وعلم النبات نفسها جاءت من خلال الطب وتطوير العلاجات العشبية  وهكذا، كانت علم النبات في بداياته اقتصاديًا ومنهجًا. كما أصبحت النباتات مفيدة للأعشاب والعلاجات، زادت قيمتها الاقتصادية. مجموعة مبكرة من التعليمات التي وضعها عالم الكونيات تشارلز الخامس وجهت المستكشفين إلى
<اقتباس فقرة>
«تحديد ما هي عناصر المعيشة من الأرض والتي تستخدم عموما، سواء الفواكه أو البذور، وجميع أنواع التوابل، والمخدرات، أو أي شيء آخر الروائح، ومعرفة الوقت الذي يمكن فيه إعادة إنتاج الأشجار والنباتات والأعشاب والفواكه التي تقدمها هذه الأجزاء، وإذا استخدمها السكان الأصليون للأدوية، كما نفعل»
يعتبر تيوسنت والأرز مثالين للنباتات المعدلة بحيث تزداد قيمهما الاقتصادية.

### Teosinte
و teosintes هي الأعشاب من جنس  ذرة صفراء . كان الأمريكيون الأصليون يولدون ويختارون الخامات التي نراها في الذرة اليوم (آذان كبيرة، صفوف متعددة من الألباب)ة مهمة اقتصاديًا ==
كانت الأذان الأولى من الذرة قصيرة جدًا، مع 8 صفوف فقط من الألباب

الذرة الحديثة هي نتيجة لعدة آلاف من الأجيال من تربية انتقائية. الذرة الحديثة غير قادرة على التكاثر بدون مساعدة الإنسان؛ ستبقى الحبيبات تعلق بقوة على قطعة خبز وعفن. هذا لا يمثل تكيّفًا مفيدًا للأنواع، ولكنه ممتاز للحصاد ونقل الذرة.

### الارز
تم تدجين الأرز لأول مرة منذ 5000 عام تقريبًا في جنوب شرق آسيا. ويعتقد أن الأرز الأمريكي الأرز البري قد تم [تدجينه] بشكل منفصل
وقد تم تكييف أنواع الأرز إلى المناطق المدارية حيث توفر الحبوب الأساسية، ولكن يمكن زراعة الأرز في أي مكان تقريبًا. أدى إدخال أنواع مختلفة من الأرز القزم إلى تحقيق الاكتفاء الذاتي في العديد من البلدان المنتجة للأرز. الأرز مناسب لدول ذات الأمطار العالية.

## نباتات غذائية مهمة اقتصاديًا
النباتات التي يستخدمها البشر في الغذاء ذات أهمية اقتصادية عالية. عادة ما تتضمن البحوث في النباتات الغذائية زيادة حجم الجهاز النباتي المعد للأكل، أو زيادة المناطق التي يمكن أن تنمو فيها النباتات، وأقل تكرارًا، العثور على أنواع جديدة من المحاصيل. غالباً ما يتم نشر نتائج مثل هذه الأبحاث في المجلة «الاقتصاد النباتي». تقوم بحوث النباتات والأغذية التي تتخذ من نيوزيلندا مقراً لها بنشر مجلتها الخاصة حول تطوير الأصناف وأنظمة الإنتاج المستدام للمنتجات عالية الجودة، وتصميم وتطوير أغذية وظيفية جديدة وجديدة.

### فلوريدا البرتقال
الحمضيات منتج تجاري رئيسي في فلوريدا منذ القرن التاسع عشر. تنتج فلوريدا أكثر من 70٪ من إمدادات الحمضيات في الولايات المتحدة

لا يرتبط لون البرتقال بـ النضج، ولكنه مكون خطير للمبيعات. يتطور اللون البرتقالي فقط في المناطق ذات درجات الحرارة المنخفضة أثناء الليل. في المناخات الاستوائية، غالباً ما يعرض المزارعون الفاكهة إلى الإثيلين، لتعزيز فقدان الكلوروفيل وتعريض بيتا كاروتينات (اللون البرتقالي)

### تفاح أمريكا الشمالية
التفاح ليس أصليًا في أمريكا الشمالية، ولكن اليوم تضم قارة أمريكا الشمالية أكبر تنوع للتفاح في العالم 
جزء من هذا يرجع إلى «جوني أبليسيد»، الاسم الحقيقي جون شابمان. أمضى تشابمان 48 سنة يسافر على طول شمال غرب أمريكا وينشر بذور التفاح وزرع الأشجار. في حين تأتي التفاح بالمعنى الحرفي للآلاف من الأصناف، تعتمد غالبية سوق التفاح على ثلاثة: Red Delicious و Golden Delicious و Granny Smith

## النباتات الطبية ذات القيمة الاقتصادية
تبلغ قيمة الأبحاث الطبية في الولايات المتحدة وحدها 95 مليار دولار. يتم إنفاق جزء كبير من هذه الأموال على الأبحاث في النباتات والمستخلصات النباتية. تم إجراء العديد من الاكتشافات الطبية الرئيسية من خلال دراسة النباتات والمركبات التي تنتجها، لمعرفة تأثيرها على البشر.

### الايفيدرين
نبات «الإيفيدرا» هو المصدر الطبيعي لـ الإيفيدرين، وهو النبات الرئيسي قلويد. الإيفيدرين هو في الواقع حالة مثيرة للاهتمام للغاية من علم النبات الاقتصادي في الطب. الايفيدرين يقلد أدرينالين في تأثيره على جسم الإنسان. في حين أنه يحتوي على استخدامات طبية، يمكن أن يكون الايفيدرين شديد السمية

وبسبب هذه الحقيقة، درس الباحثون الطبيون المركب وأنتجوا السودوإيفيدرين، الذي يستخدم في
الأدوية التي لا تستلزم وصفة طبية وفي صنع الميتامفيتامين غير القانوني.

### إشنسا
واحدة من العديد من العلاجات العشبية هناك، يمثل إشنسا صناعة كبيرة. يتناول الكثير من الأشخاص القنفذ لإشعال أعراض البرد والإنفلونزا، ولكن الدراسات تشير إلى نجاح النبات في مكافحة هذه الفيروسات 
ومع ذلك، فإن هذه الدراسات نفسها تبين أن النبات ربما يكون مفيدا لعلاج التهابات الجهاز التنفسي العلوي. المركز الوطني للصحة التكميلية والتكاملية يدرس حاليا إشنسا لعلاج التهابات الجهاز التنفسي العلوي، فضلا عن تأثيره على جهاز المناعة.

## نباتات الزينة
يمكن العثور على نباتات الزينة في أي متجر تقريبا، والعديد من الناس لديهم واحد على الأقل في منزلهم. ومع ذلك، لا تقتصر نباتات الزينة على نبات منزلي. تستفيد وكالات تنسيق الحدائق من استخدام نباتات الزينة بكثافة، وعادة ما يكون ذلك مع تكلفة عالية مصاحبة. فالأشجار والشجيرات والأزهار والأعشاب، كلها مزروعة من قبل هيئات تنسيق الحدائق المحترفة بانتظام، مع تأثير اقتصادي كبير.

## انظر ايضًا
إيكولوجيا الزراعة
علم النباتات الشعبي